# Ferdinand Périer

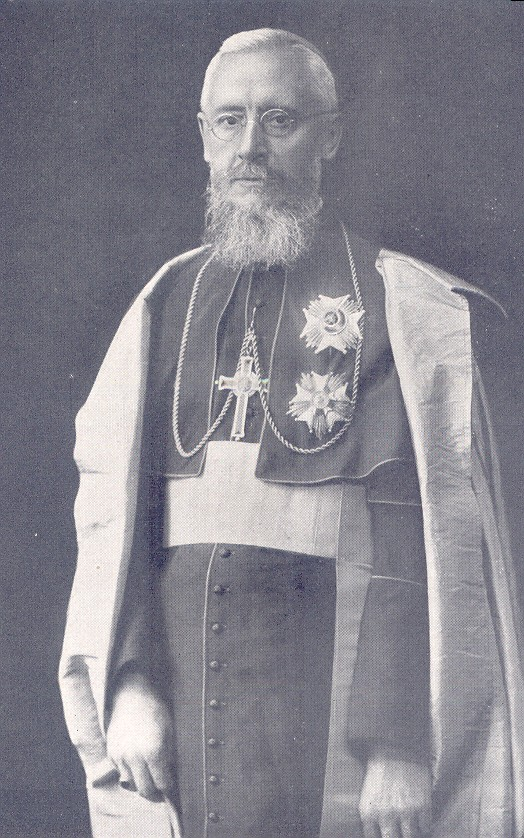
Ferdinand Périer

Fernandus Augustus Maria Josephus Périer SJ (* 22. September 1875 in Antwerpen; † 10. November 1968) war ein belgischer römisch-katholischer Jesuitenpater und von 1924 bis 1960 Erzbischof von Kalkutta.
Er wurde in eine wohlhabende Kaufmannsfamilie hineingeboren und arbeitete einige Jahre bei einer Seeversicherungsgesellschaft, bevor er 1897 der Gesellschaft Jesu beitrat. Er absolvierte sein Noviziat in Drongen und studierte Philosophie in Löwen. Er kam am 9. Dezember 1906 in Kalkutta an. Seine Ausbildung setzte sich mit seinem Studium der Theologie an der jesuitischen theologischen Hochschule in Kurseong (1907–1911) fort.
Périer wurde am 3. Oktober 1909 zum Priester für die Jesuiten geweiht. Papst Benedikt XV. ernannte Périer am 10. August 1921 zum Titularerzbischof von Plataea und Koadjutor-Erzbischof von Kalkutta. Pietro Pisani, Apostolischer Delegat in Indien, weihte ihn am 21. Dezember 1921 zum Bischof. Mitkonsekratoren waren Santino Taveggia, Bischof von Krishnagar PIME, und Louis Van Hoeck SJ, Bischof von Patna. Am 23. Juni 1924 trat sein Vorgänger Brice Meuleman SJ als Erzbischof zurück und Périer folgte als Erzbischof nach. Am 12. August 1960 nahm Papst Johannes XXIII. seinen Rücktritt an und ernannte ihn zum Titularerzbischof von Rhoina.
Périer nahm an den ersten beiden Sitzungsperioden des Zweiten Vatikanischen Konzils als Konzilsvater teil.
Périer war Mutter Teresas erster Führer, als sie versuchte, ihrer neuen Berufung im Dienst an den Armen zu folgen. Perier erwirkte von den römischen Behörden, dass sie ihr Kloster verlassen, in einem Slum leben und die Kongregation der Missionarinnen der Nächstenliebe gründen konnte (1950).